# Запис Радосављевића јасен (Лукар)
Запис Радосављевића јасен (Лукар) се налази на парцели чији је власник Радосављевић Драгољуб.

## Локација
| Општина             | Јагодина                                                                    |
| Катастарска општина | Лукар                                                                       |
| Потес               | Село                                                                        |
| Координате          | 43° 53′ 22″ С; 21° 08′ 51″ И / 43.889400000000002° С; 21.147500000000001° И |
| Надморска висина    | 257m                                                                        |

## Карактеристике
Дендрометријске вредности утврђене на терену и сателитским снимцима:
| Стабло                     | Јасен |
| Висина стабла              | m     |
| Обим дебла                 | m     |
| Пречник крошње             | 15m   |
| Пречник дебла              | m     |
| Висина дебла до прве гране | m     |

## База записа
Запис је у оквиру Викимедија пројекта "Запис - Свето дрво" заведен под редним бројем 0734.